# Liste de ponts de la Creuse
Liste de ponts de la Creuse, non exhaustive, représentant les édifices présents et/ou historiques dans le département de la Creuse, en France.

## Grands ponts

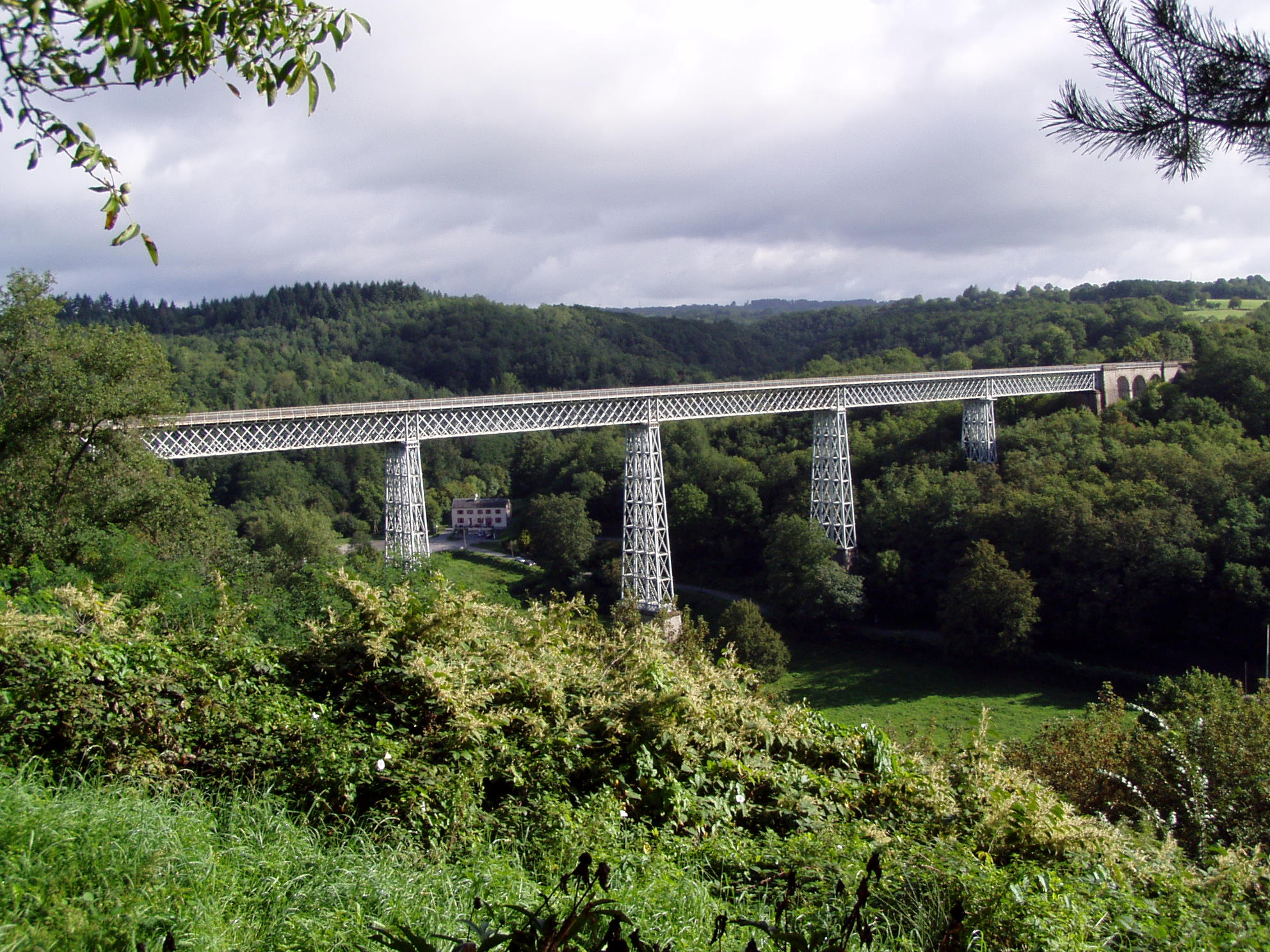

Les ouvrages de longueur totale supérieure à 100 m du département de la Creuse sont classés ci-après.
- Viaduc de Busseau-sur-Creuse - Ahun - XIXe siècle - longueur : 338,70 m
- Viaduc de Glénic, pont en arc de plein cintre de 202 m de longueur inauguré en 1906 et enjambant la Creuse.

## Ponts présentant un intérêt architectural ou historique
Les ponts de la Creuse inscrits à l’inventaire national des monuments historiques sont recensés ci-après.
- Pont du Diable (Anzême)
- Pont de la Terrade - Aubusson - XVIIe siècle
- Pont ancien - Boussac
- Pont roman de Chambon-sur-Voueize - Chambon-sur-Voueize - XIVe siècle ; XVe siècle
- Pont Charraud - Crozant - XVIIe siècle, inscrit Monument historique par arrêté du 23 juillet 1934.
- Viaduc de la Tardes - Évaux-les-Bains - XIXe siècle pour la ligne de Bourges à Miécaze.
- Pont des Malades - Felletin
- Pont Roby - Felletin
- Pont de Sénoueix - Gentioux-Pigerolles - XVIIe siècle
- Pont Romain - Moutier-d'Ahun
- Pont - La Nouaille - XVIIe siècle ; XVIIIe siècle
- Pont Charles Marlin - Saint-Georges-Nigremont - XXe siècle
- Pont-Périt - Saint-Hilaire-le-Château - Gallo-romain
- Pont de Bonlieu - Saint-Priest - XIVe siècle ; XVe siècle

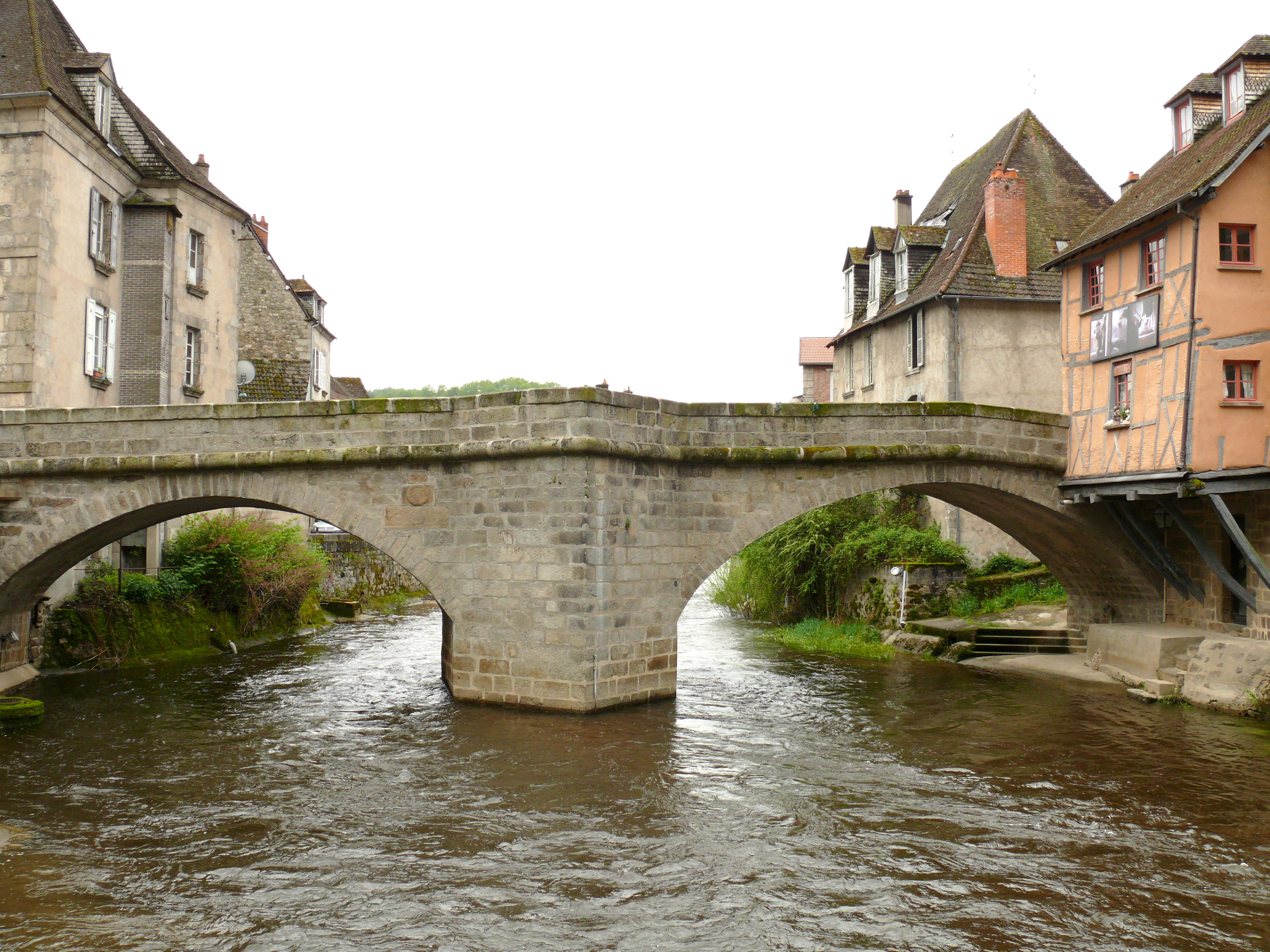
Pont de la Terrade à Aubusson
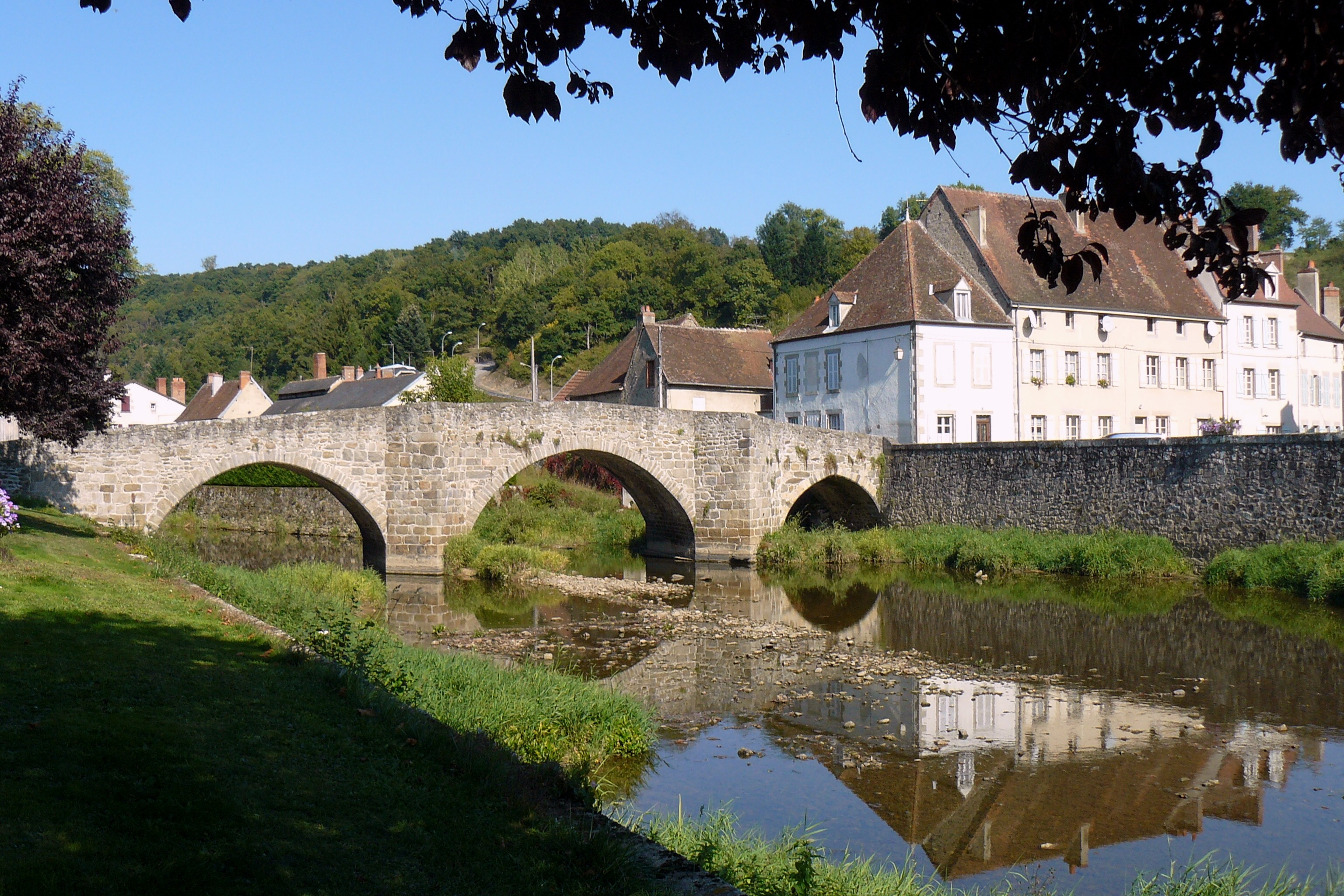
Vieux pont de Chambon-sur-Voueize
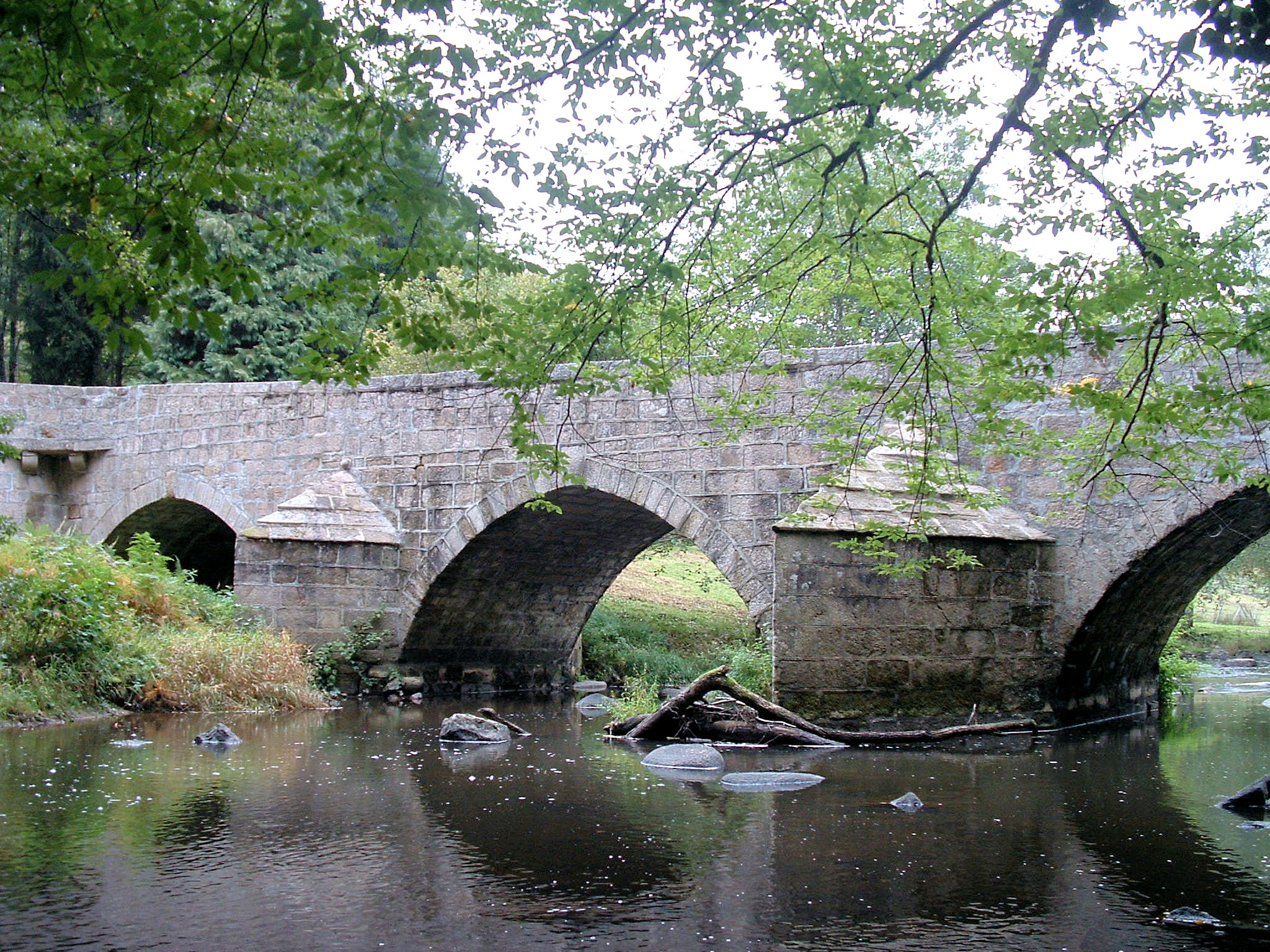
Pont Charraud à Crozant
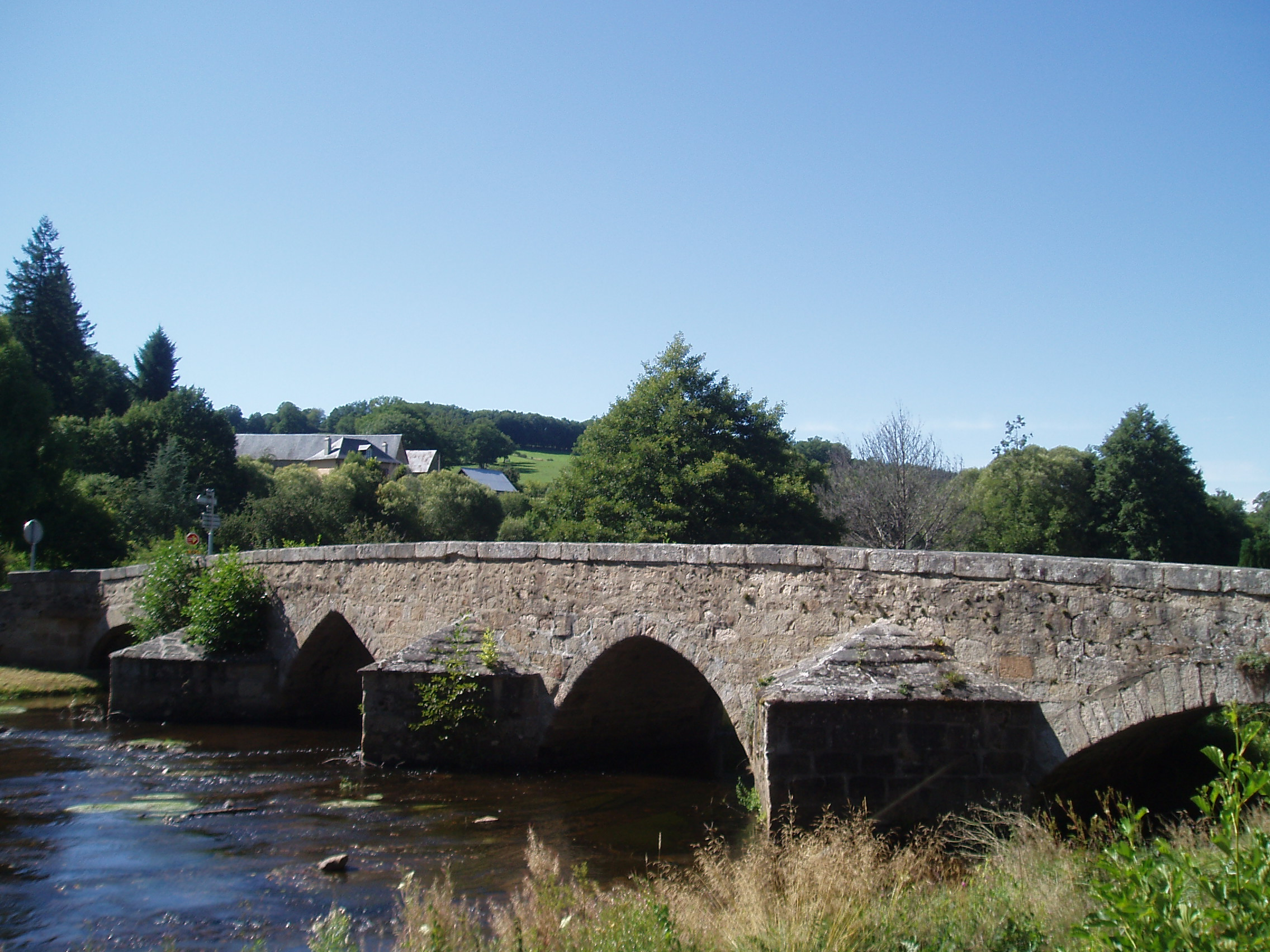
Pont Roby à Felletin
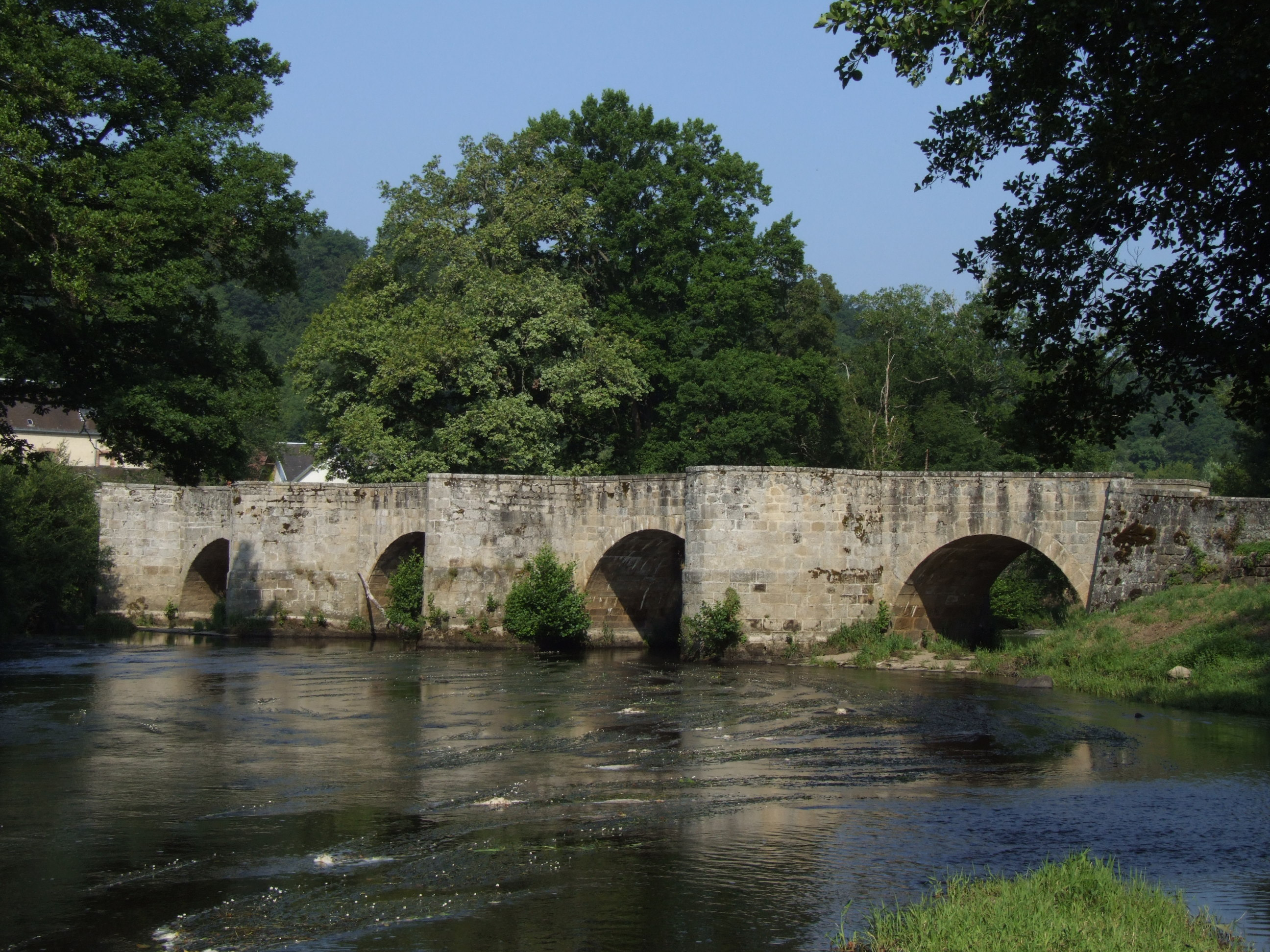
Pont Roman de Moutier-d'Ahun

## Sources
Base de données Mérimée du Ministère de la Culture et de la Communication.